# Parálisis bulbar progresiva
La parálisis bulbar progresiva es una enfermedad neurológica que afecta a las motoneuronas o neuronas motoras y se considera una variedad de la esclerosis lateral amiotrófica. Debe su nombre a que actúa principalmente sobre las motoneuronas situadas en la región del tallo cerebral y el bulbo raquídeo, las cuales controlan importantes funciones, entre ellas la masticación, el habla y la deglución.

## Clínica
Los síntomas principales son debilidad de la musculatura faríngea, mandibular y facial que provoca dificultad progresiva para hablar, masticar y deglutir. El mal evoluciona de forma lenta, pero implacable y acaba por provocar la muerte por diferentes complicaciones, entre ellas neumonía por aspiración debida a que los alimentos y líquidos que ingiere el paciente pasan de forma inadvertida a las vías respiratorias inferiores y el pulmón.
La mayor parte de los pacientes afectados por parálisis bulbar progresivas acaban por presentar también síntomas de esclerosis lateral amiotrófica, ambas enfermedades pueden considerarse diferentes presentaciones de la misma entidad morbosa.